# 掌裂秋海棠
掌裂秋海棠（学名：Begonia pedatifida），是秋海棠科秋海棠属的植物。分布于越南以及中国大陆的湖北、四川、贵州、湖南等地，生长于海拔345米至1,700米的地区，常生于林下潮湿处、常绿林山坡沟谷、山坡阴密林下、阴湿林下石壁上和林缘，目前已由人工引种栽培。